# Sparkasse Offenburg/Ortenau
Die Sparkasse Offenburg/Ortenau wird als ein selbstständiges kommunales Wirtschaftsunternehmen geführt und ist eine gemeinnützige Anstalt des öffentlichen Rechts. Sitze befinden sich in Offenburg und Lahr. Die Sparkasse Offenburg/Ortenau ist das größte Kreditinstitut in der Ortenau.
Als Mitglied im Dachverband Deutscher Sparkassen- und Giroverband und regional im SparkassenVerband Baden-Württemberg gehört sie zur Sparkassen-Finanzgruppe.

## Geschäftsgebiet
Das Geschäftsgebiet der Sparkasse Offenburg/Ortenau erstreckt sich von Ringsheim im Süden bis nach Sasbach im Norden, von Meißenheim im Westen bis nach Bad Peterstal im Osten. Mit 38 (SB-)Geschäftsstellen ist die Sparkasse vor Ort vertreten. Zusätzlich gibt es vier Kompetenzzentren für Firmenkunden, Vermögensanlagen und Immobilien in Achern, Lahr, Oberkirch und Offenburg.
Die Sparkasse hat 708 Mitarbeiter und betreut rund 200.000 Kunden. Jedes Jahr beginnen durchschnittlich 20 junge Leute eine Ausbildung als Bankkaufmann/-frau, Finanzassistent/-in oder ein duales Studium.

## Geschichte
Die Gründung der heutigen Sparkasse Offenburg/Ortenau geht auf den 26. Dezember 1836 in Oppenau zurück. In den Jahren 1836 bis 1840 herrschte eine erste Sparkassen-Gründungswelle in der Ortenau. Von den heute im Verbund der Sparkasse Offenburg/Ortenau zusammengeschlossenen, ehemals selbstständigen Sparkassen wurden damals auch die Spar- und Kreditanstalt Achern, die Sparkasse der Stadt Offenburg und die Sparkasse der Stadt Lahr gegründet. Letztlich haben drei große Fusionen zur Entstehung der heutigen Sparkasse Offenburg/Ortenau geführt:
Die Sparkasse Renchtal und die Bezirkssparkasse Offenburg gründeten 1992 die Sparkasse Offenburg-Oberkirch. 
Die Bezirkssparkasse Achern und die Sparkasse Offenburg-Oberkirch schlossen sich 1994 zur Sparkasse Offenburg/Ortenau zusammen.
Die Sparkasse Lahr-Ettenheim fusionierte 2001 mit der Sparkasse Offenburg/Ortenau.
Im Jahr 2012 feierte die Sparkasse Offenburg/Ortenau ihr 175-jähriges Bestehen.

## Gesellschaftliches Engagement
Die Sparkasse Offenburg/Ortenau fördert in Form von Spenden, direkten Sponsoringmaßnahmen und Beiträgen karitative, sportliche, soziale und kulturelle Aktivitäten im Geschäftsgebiet. Im Jahr 2024 unterstützte die Sparkasse Offenburg/Ortenau mit rund 3 Mio. Euro zahlreiche Vereine und Institutionen in der Region – eine halbe Million mehr als im Vorjahr. Damit wurden etwa 800 gemeinnützige Maßnahmen unterstützt.
Die Sparkasse Offenburg/Ortenau hat eine Rechtsfähige Stiftung des bürgerlichen Rechts gegründet. Sie führt den Namen Sparkassenstiftung Offenburg/Ortenau. Zweck der Stiftung ist die Förderung des Gemeinwohls im Geschäftsgebiet der Sparkasse.
In einer Regionalstiftung – ebenfalls eine Rechtsfähige Stiftung des bürgerlichen Rechts – wird mit den Städten und Gemeinden der Region zusammengearbeitet. Dies drückt sich insbesondere darin aus, dass jede Gemeinde des Geschäftsgebiets der Sparkasse Offenburg/Ortenau mit mindestens einem Mitglied – in der Regel mit dem jeweiligen Bürgermeister – im Stiftungsrat vertreten ist. Die Regionalstiftung „verfolgt ausschließlich und unmittelbar gemeinnützige Zwecke“ und will damit „einen verstärkten Beitrag zur Förderung der Entwicklung der Region ihres Geschäftsgebietes leisten.“ Die Regionalstiftung wurde 2011 mit einem Erststiftungskapital von 1 Mio. Euro ausgestattet, weitere 500.000 Euro kamen Anfang 2012 noch einmal hinzu. Sie soll gemeinnützige Zwecke mit regionalem Bezug fördern. Seit der Gründung im Jahr 2011 der Regionalstiftung wurden über 1.800 Projekte mit insgesamt 22 Mio. Euro unterstützt. 
Ein Schwerpunkt des Engagements der Sparkasse Offenburg/Ortenau liegt in der Jugend- und Schulförderung. Diese beginnt mit der Unterstützung der Verkehrssicherheitsaktion "Das kleine Zebra auf dem Schulweg" bereits bei den Schulanfängern. Fortgesetzt wird die Begleitung mit dem Projekt "Waldmobil", welches die Kinder für einen verantwortungsvollen Umgang mit der Natur sensibilisieren soll. Auch Jugend trainiert für Olympia und Jugend musiziert werden durch die Sparkasse mitgetragen. Die Stiftung förderte 2024 außerdem bereits zum 15. Mal das Projekt "Schülerpotenzialanalyse" gemeinsam mit der Agentur für Arbeit mit jeweils 26.000 Euro, sodass 400 Schüler der 10. und 11. Klassen wichtige Unterstützung bei ihrer Studien- und Berufswahl erhielten. Für 2025 wurde das Fördervolumen auf jeweils 36.000 Euro erhöht, um bis zu 500 Schüler zu unterstützen.
Die Sparkasse Offenburg/Ortenau bietet ihren Kunden in der Region zudem jedes Jahr verschiedene Veranstaltungen an. Dazu gehören Konzerte sowie Vorträge und Webinare.